# Songella ebneri
Songella ebneri är en insektsart som först beskrevs av Lucien Chopard 1927.  Songella ebneri ingår i släktet Songella och familjen syrsor. Inga underarter finns listade i Catalogue of Life.